# Anna Christmann
Anna Christmann (nascida em 24 de setembro de 1983) é uma política alemã da Aliança 90/Os Verdes, que é membro do Bundestag, o parlamento alemão, desde as eleições federais alemãs de 2017.

## Educação e início de carreira
Christmann estudou ciência política na Universidade de Heidelberg e recebeu um PhD da Universidade de Berna em 2011.

## Carreira política
Christmann é membro do Bundestag alemão desde as eleições de 2017, representando o distrito de Stuttgart II. No parlamento, ela tem trabalhado no Comité de Educação, Pesquisa e Avaliação de Tecnologia e no Comité da Agenda Digital. Ela também é a porta-voz do seu grupo parlamentar para a política de tecnologia e inovação.
Além das suas atribuições nos comités, Christmann é membro da delegação alemã à Assembleia Parlamentar Franco-Alemã desde 2019.